# Dekefjellrantane
Die Dekefjellrantane sind eine Gruppe felsiger Hügel im ostantarktischen Königin-Maud-Land. Sie ragen am südlichen Ende der Weyprechtberge in der Hoelfjella auf.
Luftaufnahmen der Formation entstanden bei der Deutschen Antarktischen Expedition (1938–1939) unter der Leitung Alfred Ritschers. Eine Kartierung erfolgte anhand von Vermessungen und weiterer Luftaufnahmen der Dritten Norwegischen Antarktisexpedition (1956–1960). Benannt ist die Gruppe in Anlehnung an die Benennung des nahegelegenen Dekefjellet.